# BMW 3 Серії (F34) Gran Turismo
BMW 3 Gran Turismo (заводський індекс BMW F34) — компактний представницький ліфтбек класу Gran Turismo виробництва компанії BMW. Зовні силует нагадує купе, але розміри кузова набагато більше, ніж у звичайної 3-ї серії, так що 3-я серія GT повинна поєднувати типи седан і універсал.

## Опис

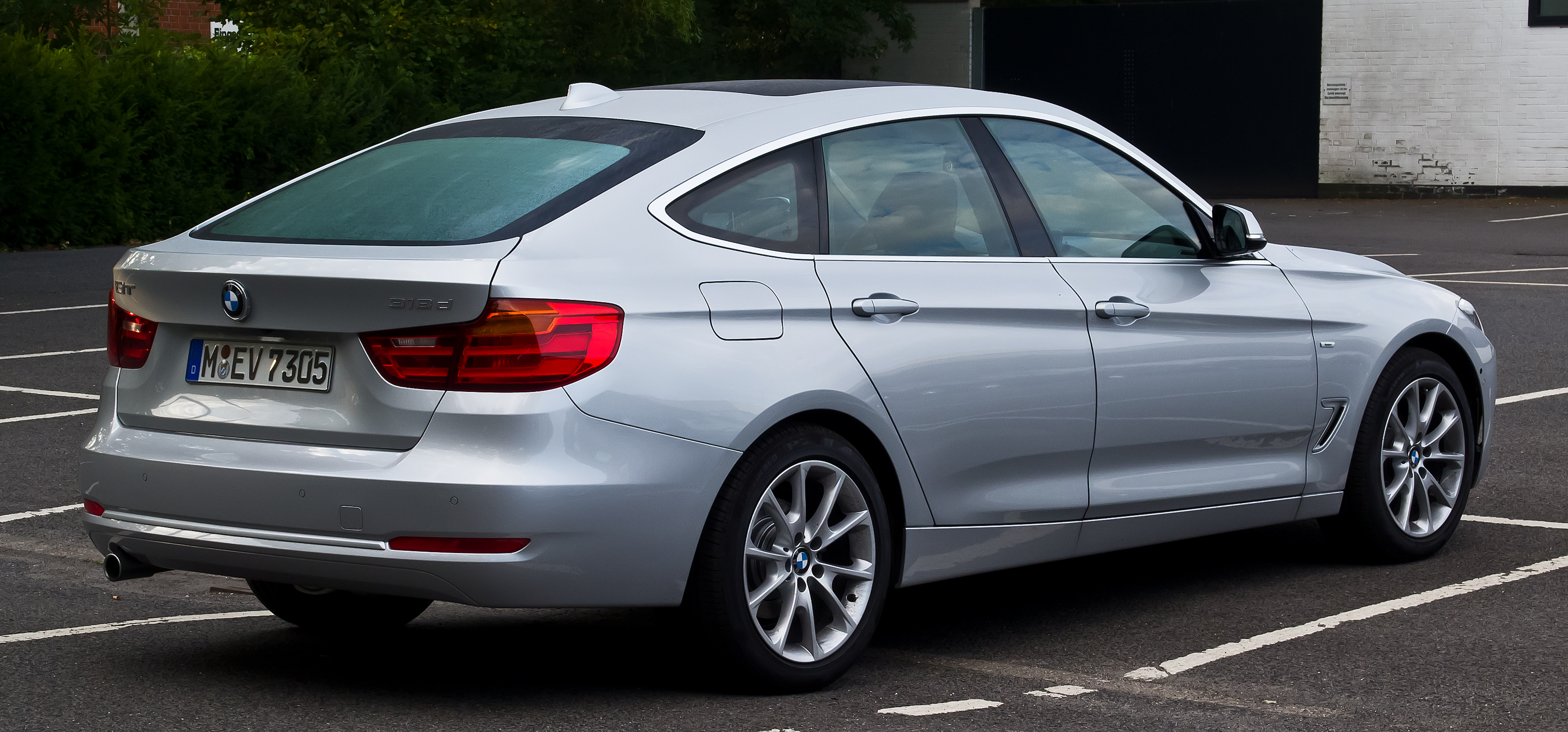
BMW 318d GT Modern Line (F34)

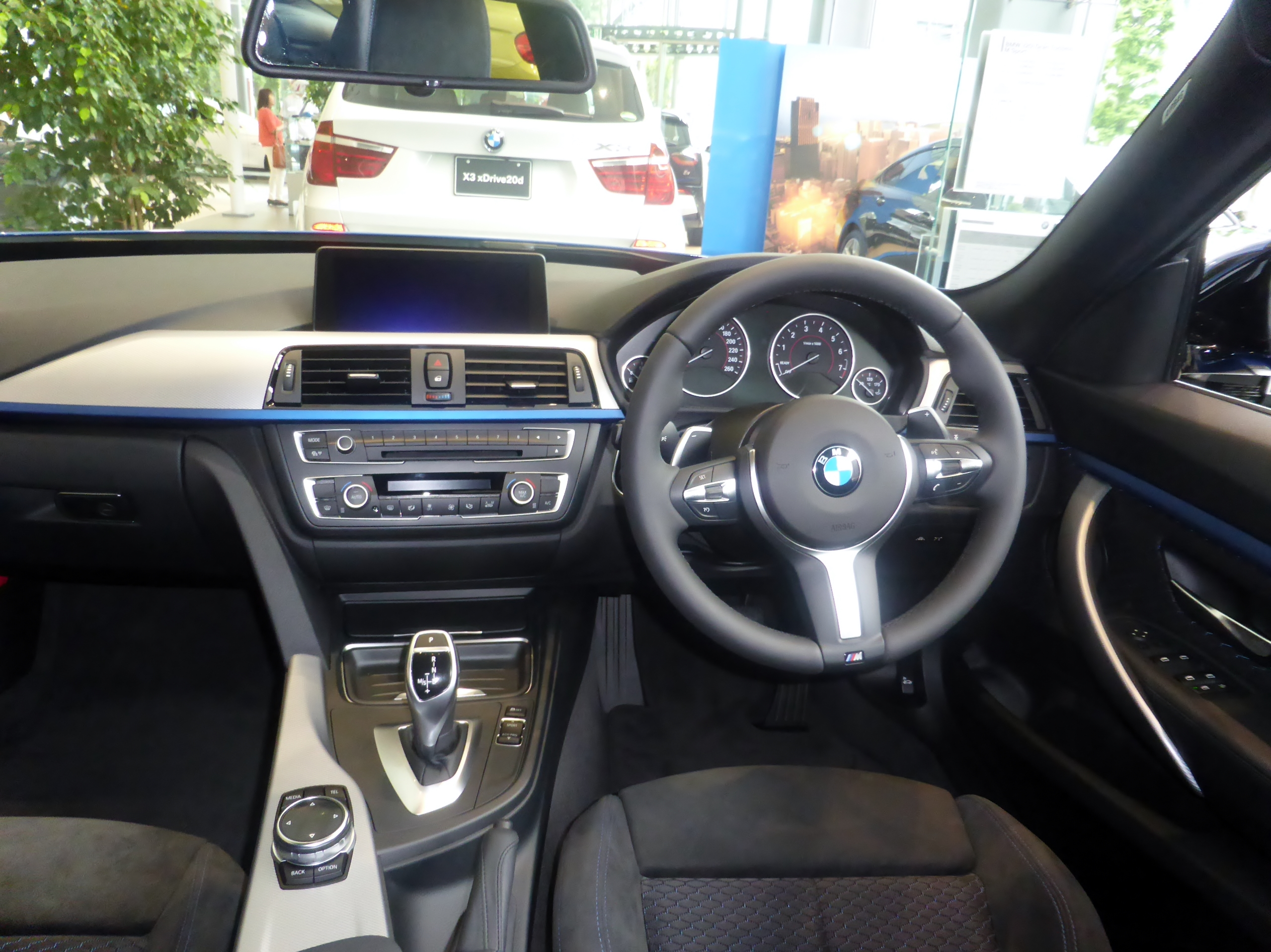

F34 випускається з червня 2013 року і є варіантом моделі BMW F30, який продається як окрема модель. Поєднує в собі динамічні якості спортивного седана та внутрішній простір салону та посадку водія і пасажирів SUV.
Автомобіль заснований на платформі V3 і є першим поколінням BMW-серії, яка називається Progressive Activity Coupe (PAC). Концепт був представлений на Франкфуртському автосалоні 2009 року як Concept 3 Series Gran Turismo (3 GT). V3 виглядала для клієнтів BMW як мала спортивна версія 5 серії GT.
F34 виготовляється більшою на 110 мм з колісною базою, ніж у стандартного універсала 3-серії, з кузовом, вищим на 79 мм і ширшим на 17 мм.
BMW 3-серії GT будується на шасі 3L, що є більшим ніж стандартне шасі 3-серії. Таким чином, на GT, збільшення кузова, дозволило отримати три повноцінних задніх сидіння.
Хетчбек представлений у чотирьох версіях: SE, Sport, Luxury і M Sport. Незалежно від моделі, покупець стандартно отримає систему Business Navigation від BMW та додаток ConnectedDrive. У базовій SE передбачені: 18-дюймові литі диски коліс, активний задній спойлер, двозонний клімат-контроль, круїз-контроль, Bluetooth, DAB радіо, сенсори паркування та дощу. Модель Sport додатково запропонує: передні спортивні сидіння, спортивне кермо, спеціальну приладову панель з червоною підсвіткою та систему Drive Performance Control з трьома режимами управління Comfort, Sport і Sport+. Моделі Luxury постачаються з шкіряною обшивкою, дерев’яними декоративними вставками та хромованими елементами екстер’єру. Топова M Sport оснащена: спеціальними колесами, елементами обтічності кузовом та жорсткішою підвіскою. Меломани оцінять аудіосистему Harmon/Kardon на 16 динаміків та 600 ват потужності. Про безпеку дбають контроль стабільності та шість подушок безпеки.

## Двигуни
Бензинові:
- 2.0 л N20B20 turbo I4
- 2.0 л B48 turbo I4
- 3.0 л N55B30 turbo I6
- 3.0 л B58 turbo I6

Дизельні:
- 2.0 л N47D20 turbo I4
- 2.0 л B47D20 turbo I4
- 3.0 л N57D30O1 turbo I6